# 小谷賢
小谷 賢（こたに けん、1973年9月 - ）は、日本の歴史学者・国際政治学者。専門はイギリス政治外交史、インテリジェンス研究。博士（人間・環境学）（2004年）。日本大学危機管理学部教授。

## 経歴

### 学歴
- 1973年 京都府生まれ。
- 1992年 京都教育大学教育学部附属高等学校卒業。
- 1996年 立命館大学国際関係学部卒業。
- 1998年 京都大学大学院人間 · 環境学研究科修士課程修了、同博士後期課程進学。
- 2000年 ロンドン大学キングス・カレッジ大学院修士課程修了。（指導教員はブライアン・ボンド、マイケル・ドックリル）
- 2004年 京都大学大学院人間 · 環境学研究科博士後期課程修了、博士（人間・環境学）の学位を取得、学位論文は、『イギリス外交政策の源泉 : 1940-41年におけるイギリスの対日政策とインテリジェンス』[2]。

### 研究歴
- 2004年 防衛庁防衛研究所戦史部教官
- 2008年 - 2009年 英国王立防衛安全保障研究所 (RUSI)（兼任）
- 2011年 同戦史研究センター主任研究官、兼、防衛大学校講師
- 2016年 日本大学危機管理学部教授
- 2024年 ロンドン・スクール・オブ・エコノミクス（LSE）客員研究員[3]

### 受賞歴
- 2007年、第16回山本七平賞奨励賞－著書『日本軍のインテリジェンス』に対して[4]

## 著書

### 単著
- 『イギリスの情報外交――インテリジェンスとは何か』（PHP研究所［PHP新書］, 2004年）
  - 増訂版『日英インテリジェンス戦史――チャーチルと太平洋戦争』（早川書房［ハヤカワ文庫 NF］, 2019年）
- 『日本軍のインテリジェンス――なぜ情報が活かされないのか』（講談社選書メチエ, 2007年）
- 『モサド――暗躍と抗争の六十年史』（新潮社［新潮選書］, 2009年）
  - 増補版『モサド――暗躍と抗争の70年史』（ハヤカワ文庫NF, 2018年）
- 『インテリジェンス――国家・組織は情報をいかに扱うべきか』（筑摩書房［ちくま学芸文庫］, 2012年）
- 『インテリジェンスの世界史――第二次世界大戦からスノーデン事件まで』（岩波書店［岩波現代全書］, 2015年）
- 『日本インテリジェンス史――旧日本軍から公安、内調、NSCまで』（中央公論新社［中公新書］, 2022年）
- 『教養としてのインテリジェンス――エピソードで学ぶ諜報の世界史』（日経ビジネス人文庫, 2024年）

### 英文著作
- Japanese Intelligence in World War II, Osprey Publishing, 2009.
- Daniel Marston (ed.) The Pacific War Companion: From Pearl Harbor to Hiroshima, Osprey Publishing, 2005. - 共著
- Philip Davies (eds.) Intelligence Elsewhere: Spies and Espionage outside the Angloshpere, 2012. - 共著
- Rober Dover (ed.) Routledge Companion to Intelligence Studies, 2013. - 共著
- Takashi Inoguchi (ed.) The SAGE Handbook of Asian Foreign Policy, 2019. - 共著
- Gred Kennedy (ed.) Defense Engagement since 1900 - Global Lessons in Soft Power, 2020. - 共著

### 訳・監訳
- マーク・マゼッティ『CIAの秘密戦争』 池田美紀訳（早川書房, 2016年／ハヤカワ文庫NF, 2017年）。監訳・巻末解説
- ロネン・バーグマン『イスラエル諜報機関暗殺作戦全史』（早川書房（上下）, 2020年）。監訳・巻末解説
- リチャード・J・サミュエルズ『特務―日本のインテリジェンス・コミュニティの歴史』（日本経済新聞出版、2020年）

### 共著
- 『世界のインテリジェンス――21世紀の情報戦争を読む』（PHP研究所, 2007年）。他6名との共著
- 『日本と日本軍の失敗のメカニズム　間違いはなぜ繰り返されるのか』（中央公論新社, 2013年）。他9名との共著
- 『国際政治史における軍縮と軍備管理』（日本経済評論社, 2017年）。他7名との共著
- 『日本近現代史講義――成功と失敗の歴史に学ぶ』（中公新書, 2019年）。他14名との共著
- 『禁忌の兵器――パーリア・ウェポンの系譜学』（日本経済評論社, 2020年）。他12名との共著
- 『アジアをめぐる大国興亡史1902-1972年』（PHP研究所, 2020年）。他11名との共著

#### 共編著
- 中西輝政『インテリジェンスの20世紀――情報史から見た国際政治』（千倉書房, 2007年、増補版2012年）
- 情報史研究会編『名著で学ぶインテリジェンス』（日本経済新聞出版社〈日経ビジネス文庫〉, 2008年）。会の代表[注釈 1]。メンバーは「ヴェノナ」の訳者でもある。

## 論文
- 「システムの衰微するとき――ウィーン体制の脆弱性とクリミア戦争」『社会システム研究』3号（2000年）
- 「イギリス情報部の対日イメージ 1937-1941――情報分析と現実とのギャップ」『国際政治』129号（2002年）
- 「日本海軍とラットランド英空軍少佐――1930年代における日本海軍の諜報活動とイギリス情報部」『軍事史学』38巻2号（2002年）
- 「サッチャー外交の形成過程――第一次サッチャー政権(1979-1983)とローデシア、フォークランド問題」『社会システム研究』6号（2003年）
- 「1941年2月の極東危機とイギリス情報部」『軍事史学』39巻1号（2003年）
- 「イギリスの外交戦略とインテリジェンス――南部仏印進駐問題とイギリスの対応を例に」『国際安全保障』31巻3号（2003年）
- "Could Japan Read Allied Signal Traffic?: Japanese Codebreaking and the Advance into French Indo-China, September 1940", Intelligence and National Security, vol. 20, no. 2(2005).
- 「戦略決定におけるインテリジェンスの役割」『年報戦略研究』3号（2005年）
- "Japanese Intelligence and the Soviet-Japanese border conflicts in the 1930s"（『戦史研究年報』第11号 2008年3月）
- 「日中戦争における日本軍のインテリジェンス」（研究ノート：軍事史学編『日中戦争再論』錦正社 2008年3月）
- 「日本軍とインテリジェンス—成功と失敗の事例から」（『防衛研究所紀要』 第11巻1号 2008年11月）
- 「スエズ危機におけるイギリスの政策決定過程と外務次官事務局（PUSD）」（『国際政治』第160号 2010年3月）